# Anni 1940
Gli anni 1940, comunemente chiamati anni Quaranta, sono il decennio che comprende gli anni dal 1940 al 1949 inclusi.

## Eventi, invenzioni e scoperte

### 1940
- La Germania, reduce dell'occupazione della Polonia, applica i principi della guerra lampo e nel giro di pochi mesi invade Danimarca e Norvegia, poi Benelux e Francia.
- Si svolge la guerra tra l'Impero britannico e la Germania: l'aviazione nelle isole britanniche impedisce ai tedeschi di usare la guerra lampo nel loro territorio.
- Operazione Dinamo: inizia l'evacuazione del Corpo di Spedizione Britannico da Dunkerque, composto da soldati europei scampati alla cattura da parte dell'esercito tedesco.
- Il 10 giugno l'Italia dichiara guerra a Francia e Impero britannico: il Mediterraneo diventa un fronte di guerra.
- Operazione Catapult: la flotta militare francese viene resa inutilizzabile prima che possa impossessarsene la marina tedesca.
- Il 10 luglio, in seguito all'invasione tedesca della Francia, nasce la Francia di Vichy, con il maresciallo Philippe Pètain come capo di stato.
- Viene siglato il Patto tripartito: Germania, Italia e Giappone si alleano in funzione anticomunista.
- Il 28 ottobre l'Italia invade la Grecia.
- Il 10 dicembre l'esercito italiano di stanza nella colonia libica (Sidi Barrani, Egitto) supera il confine dell'Egitto britannico, ma si ritira alle posizioni di partenza.

### 1941
- Battaglia di capo Matapan tra la Regia Marina e la Royal Navy.
- La Grecia viene occupata dalle forze dell'Asse, il 27 aprile i tedeschi entrano ad Atene
- Truppe britanniche entrano nei possedimenti italiani in Etiopia e a Tobruk.
- Il 1º aprile le forze dell'Asse invadono la Jugoslavia.
- 27 maggio: affondamento della corazzata Bismarck.
- Il 22 giugno scatta l'operazione Barbarossa contro l'Unione Sovietica.
- A fine luglio cominciano in Europa i rastrellamenti di ebrei e le deportazioni nei campi di concentramento e di sterminio.
- Il 7 dicembre aerei giapponesi bombardano a sorpresa Pearl Harbor, base navale della Marina degli USA. In seguito a ciò, gli Stati Uniti dichiarano guerra all'Asse. Si apre un nuovo scenario di guerra sul Pacifico.
- Konrad Zuse inventa il primo computer, ovvero lo Z3.

### 1942
- Il 1º gennaio 26 paesi sottoscrivono la Carta Atlantica.
- Il 1º maggio inizia la battaglia del Mar dei Coralli.
- Il 4 giugno inizia la battaglia delle Midway.
- Viene sviluppata la tecnologia nucleare, che porterà allo sviluppo sia di una nuova fonte di energia sia di nuove armi di distruzione di massa, come la bomba atomica.
- Il 27 giugno i tedeschi entrano a Sebastopoli.
- La 1ª Divisione Marines sbarca a Florida, Tulagi e Guadalcanal il 7 agosto.
- 19 agosto, Dieppe, Francia, reparti canadesi, inglesi, un pugno di rangers e uomini della Francia Libera sbarcano sulla costa francese, dando luogo ad un raid.
- Il 13 settembre i tedeschi entrano a Stalingrado.
- 23 ottobre: seconda battaglia di El Alamein
- Operazione Torch, l'8 novembre iniziano gli sbarchi alleati in Africa nord-occidentale.
- 19 novembre: inizia la controffensiva sovietica a Stalingrado che porterà all'annientamento della VI Armata tedesca.
- L'esercito sovietico verso la fine di dicembre costringe l'Asse a una drammatica ritirata nella neve in seguito alla seconda battaglia difensiva del Don.

### 1943
- Presso l'Università della Pennsylvania, negli Stati Uniti, viene assemblato L'ENIAC, il primo computer general purpose della storia.
- Con la resa dell'XI Corpo d'armata, cessa ogni resistenza tedesca a Stalingrado, è il 2 febbraio; su tutto il fronte orientale inizia l'avanzata sovietica.
- Il 19 aprile i tedeschi iniziano la barbara distruzione del Ghetto di Varsavia.
- In Africa è proclamato il "cessate il fuoco", cessa ogni resistenza da parte dell'Asse, gli Alleati hanno conquistato l'intero continente. È l'11 maggio.
- 5 luglio: parte l'offensiva tedesca nel saliente del Kursk, è l'operazione Cittadella.
- 10 luglio - Sbarco in Sicilia: gli Alleati sbarcano in Sicilia.
- 25 luglio - Caduta del Fascismo: il Gran Consiglio del Fascismo vota l’ordine del giorno Grandi, deponendo Benito Mussolini, che viene fatto arrestare da Vittorio Emanuele III.
- L'8 settembre l'Italia firma l'armistizio con le forze angloamericane. L'Italia del Sud (la parte occupata dalla forze anglo-americane) abbandona l'asse e si allea con gli alleati. Inizia in Italia la Guerra di liberazione.
- 9 settembre - Sbarco a Salerno: gli Alleati sbarcano a Salerno.
- 23 settembre: Benito Mussolini, liberato dai tedeschi, fonda la Repubblica Sociale Italiana.

### 1944
- Il 6 giugno truppe alleate sbarcano sulle spiagge della Normandia. È il D-Day.
- Il decennio vede il declino delle potenze legate all'Asse, la conseguente caduta dei regimi totalitari nazifascisti e l'inizio della lotta tra modello capitalista e modello comunista in quella che verrà presto battezzata guerra fredda.

### 1945
- Il 25 aprile viene liberata l'Italia dal nazifascismo grazie all'aiuto degli Alleati, dichiarato poi giorno di festa nazionale nella Repubblica Italiana.
- Il 28 aprile, Benito Mussolini, catturato il giorno prima a Dongo dai partigiani delle Brigate Garibaldi, viene fucilato insieme all'amante Clara Petacci.
- Il 30 aprile Adolf Hitler si suicida nel Fuhrerbunker
- L'8 maggio il successore di Hitler, l'ammiraglio Karl Dönitz, firma la resa incondizionata per la Germania. È terminata la guerra in Europa.
- Gli Stati Uniti il 6 e il 9 agosto lanciano due bombe atomiche sulle città giapponesi di Hiroshima e Nagasaki.
- Il 2 settembre il Giappone firma la sua resa. Con quest'atto si conclude la seconda guerra mondiale.
- Percy Spencer scopre le proprietà delle microonde.

### 1946
- Il 2 giugno in Italia si svolgono le elezioni per l'Assemblea costituente e il referendum sulla forma di stato. L'Italia diventa una repubblica.
- Viene assemblato l'ENIAC (Electronic Numerical Integrator and Computer)

### 1947

Umberto Terracini firma la Costituzione, Roma 27 dicembre 1947.

- Il segretario di Stato USA, generale George Marshall, annuncia il suo piano economico di aiuti (noto come Piano Marshall) per la ricostruzione dell'Europa. È la controparte economica della dottrina Truman.
- Viene realizzato il Transistor, il predecessore del microchip.
- Viene per la prima volta infranto il muro del suono con un mezzo aereo pilotato, il Bell X-1, da parte di Chuck Yeager.
- Inizio della decolonizzazione.
- Il 22 dicembre viene approvata dall'Assemblea Costituente la Costituzione della Repubblica italiana, promulgata poi dal capo provvisorio dello Stato De Nicola il 27 dicembre.

### 1948
- Il 1º gennaio entra in vigore la Costituzione della Repubblica italiana.
- Scoppia la guerra arabo-israeliana.
- Viene approvata dalle Nazioni Unite la Dichiarazione universale dei diritti dell'uomo.
- Il dominio Inglese del Burma finisce
- Viene ufficialmente istituita lo Stato di Israele
- Sono prodotti i primi dischi a 33 giri.

### 1949
- Il trattato istitutivo della NATO, il Patto Atlantico, fu firmato a Washington il 4 aprile 1949 ed entrò in vigore il 24 agosto dello stesso anno.
- Il 1º ottobre Mao Zedong proclama la Repubblica Popolare Cinese in vista della vittoria definitiva contro la Repubblica di Cina nazionalista di Chiang Kai-shek durante la guerra civile cinese.

## Personaggi
- Winston Churchill
- Adolf Hitler
- George Orwell
- Stalin
- Philippe Pétain
- Charles de Gaulle
- Pietro Badoglio
- Alcide De Gasperi
- Enrico De Nicola
- Benito Mussolini
- Umberto II di Savoia
- Vittorio Emanuele III di Savoia
- Chiang Kai-shek
- Francisco Franco
- Carl Barks
- Walt Disney
- Albert Einstein
- Enrico Fermi
- Mahatma Gandhi
- Mao Zedong
- Kim Il-sung
- David Ben-Gurion
- Arthur Miller
- Franklin Delano Roosevelt
- Harry Truman